# Maybelle Carter
Maybelle Carter, även känd som "Mother" Maybelle Carter, född Addington den 10 maj 1909 nära Nickelsville, Virginia, död 23 oktober 1978 i Nashville, Tennessee, var en amerikansk countrymusiker. Medlem i The Carter Family åren 1927–1943.

## Biografi
Carter var dotter till Hugh Jackson Addington och Margaret S. Kilgore.   
Hon gifte sig med Ezra J. Carter den 13 mars 1926 och fick med honom tre döttrar: Helen, Valerie June och Anita.  

## Gitarrteknik
Maybelle Carter utvecklade sin innovativa gitarrteknik huvudsakligen på egen hand, och hennes stil kallas numera Carter style of flatpicking (en plektrumteknik). Före Carter Familys inspelningar var gitarren sällan använd som soloinstrument. Maybelle Carters sammanflätning av en melodisk linje på basträngarna med periodiskt återkommande slag på de övriga strängarna är numera en grundteknik vid spel på en stålsträngad akustisk gitarr. Flatpickingspelande gitarrister som Doc Watson, Clarence White och Norman Blake tog spelet till en högre teknisk nivå, men de uppger alla Maybelle Carters gitarrspel som inspirationskälla.

## Utmärkelser
Nedslagskratern Carter på planeten Venus är uppkallad efter henne.

## Diskografi (urval)
Soloalbum
- 1960 – Mother Maybelle Carter
- 1963 – Mother Maybelle and Her Autoharp
- 1963 – Pickin' and Singin'
- 1964 – Queen of the Autoharp
- 1965 – A Living Legend
- 1973 – Mother Maybelle Carter (samlingsalbum)